# John Mack (hautboïste)
Pour les articles homonymes, voir Mack.
John Mack est un hautboïste et pédagogue américain né le 30 octobre 1927 à Sommerville et mort le 23 juillet 2006 à Cleveland.

## Biographie
John Mack naît le 30 octobre 1927 à Sommerville dans le New Jersey. Il étudie le hautbois avec Harold Gomberg (en) et Bruno Labate à la Juilliard School de New York puis avec Marcel Tabuteau à l'Institut Curtis de Philadelphie.
Il fait sa première expérience professionnelle en tournée aux États-Unis avec l'orchestre du Sadler Wells Ballet's en 1951-1952. Il est ensuite nommé premier hautbois de l'orchestre symphonique de la Nouvelle-Orléans et enseigne brièvement à l'université d'État de Louisiane de 1963 à 1965. Il est également premier hautbois au Festival Pablo Casals à Prades. 
Il succède en 1965 à Marc Lifschey (en) au poste de premier hautbois de l'orchestre de Cleveland où il est engagé par George Szell et où il poursuit sa carrière sous la direction de Lorin Maazel puis de Christoph von Dohnányi jusqu'à son départ en retraite en 2001. 
Pour John Mack, « enseigner est quasiment un devoir sacré ». Il est directeur des études du département de hautbois à l'Institut de musique de Cleveland (en) et fait partie de la faculté de la Juilliard School à New York et de la Hartt School of Music à West Hartford. Il enseigne également au sein du John Mack Oboe Camp, une manifestation estivale annuelle organisée dans la Little Switzerland (Petite Suisse) (en) en Caroline du Nord par Joseph Robinson, son ancien élève et ancien premier hautbois de l'orchestre philharmonique de New York.
Il est le créateur du Concerto pour hautbois d'Ellen Zwilich commandé par l'orchestre de Cleveland pour honorer son vingt-cinquième anniversaire avec la phalange.
John Mack meurt d'une tumeur du cerveau à l'age de 78 ans le 23 juillet 2006 à Cleveland.